# Butts Band (album)
Butts Band è il primo album della Butts Band, pubblicato dalla Blue Thumb Records nel 1973.
Dopo lo scioglimento dei Doors, i tre superstiti componenti, ossia Ray Manzarek, Robby Krieger e John Densmore,
decisero di fondare un nuovo gruppo e andarono a Londra per cercare un nuovo cantante, Manzarek nel frattempo era dovuto rientrare negli Stati Uniti per motivi familiari. Come cantante venne scelto Jess Roden, che proveniva da un gruppo chiamato Bronco. La band fu completata dal bassista Phillip Chen e dal tastierista Roy Davies.

## Tracce
Lato A
1. I Won't Be Alone Anymore – 4:35 (Robby Krieger)
2. Baja Bus – 4:41 (Robby Krieger)
3. Sweet Danger – 4:55 (Jess Roden)
4. Pop-a-Top – 3:25 (Phil Chen, Jess Roden)

Durata totale: 17:36
Lato B
1. Be with Me – 4:25 (Robby Krieger)
2. New Ways – 3:57 (Jess Roden)
3. Love Your Brother – 4:54 (Robby Krieger)
4. Kansas City – 4:04 (Jerry Leiber, Mike Stoller)

Durata totale: 17:20

## Formazione
- Robby Krieger - chitarra solista
- John Densmore - batteria
- Jess Roden - chitarra ritmica, voce
- Roy Davies - tastiere, sintetizzatore A.R.P.
- Phillip Chen - basso
- Phillip Chen - chitarra reggae (brano: Pop-a-Top)

Musicisti aggiunti
- Larry McDonald - congas (brani: Baja Bus e Pop-a-Top)
- Mick Weaver - pianoforte elettrico wurlitzer (brani: New Ways e Kansas City)
- Mick Weaver - organo (brano: Love Your Brother)
- Allen Sharp - congas (brano: Love Your Brother)